# Daniel Crémieux
Pour les articles homonymes, voir Crémieux.

Daniel Cremieux.

Anciennement Daniel Crémieux, mais de nos jours Crémieux ou Crémieux38, est une marque de prêt-à-porter masculin principalement, créée en 1976 par le fondateur éponyme, et qui est proche du style « preppy ». De nos jours, la marque est peu implantée en France où elle réalise 10 % de son chiffre d'affaires, mais connait un développement international important, et est dirigée par le fils du fondateur, Stéphane Crémieux.

## Historique
La première boutique a été ouverte à Paris en 1981, puis la marque est exporté à l'international dans les années 1980. À la suite de quoi, elle s'allie avec le groupe Bidermann jusqu'en 1991. Mais c'est surtout aux États-Unis où se fera son expansion de façon notable.
La marque a créé quatre collections: « Silver Label » pour les costumes, vestes et pantalons habillés, « Blue Label » pour le sportswear représentant plus des trois quarts du chiffre d'affaires, et « Luxury Collector by Crémieux » depuis 2003, pour les vêtements vintage en série limitée. la ligne intitulée « Jeans » est exclusivement pour les États-Unis.
La marque sponsorise des compétitions de tennis, puis habille l'Équipe de France de football en 2008. Les ouvertures de boutiques se poursuivent jusqu'en 2011 avec l'Espagne, le Japon, et aux États-Unis. En mai 2013, la marque a créé deux parfums pour homme, disponibles en France dans un premier temps.